# Johannes Kert

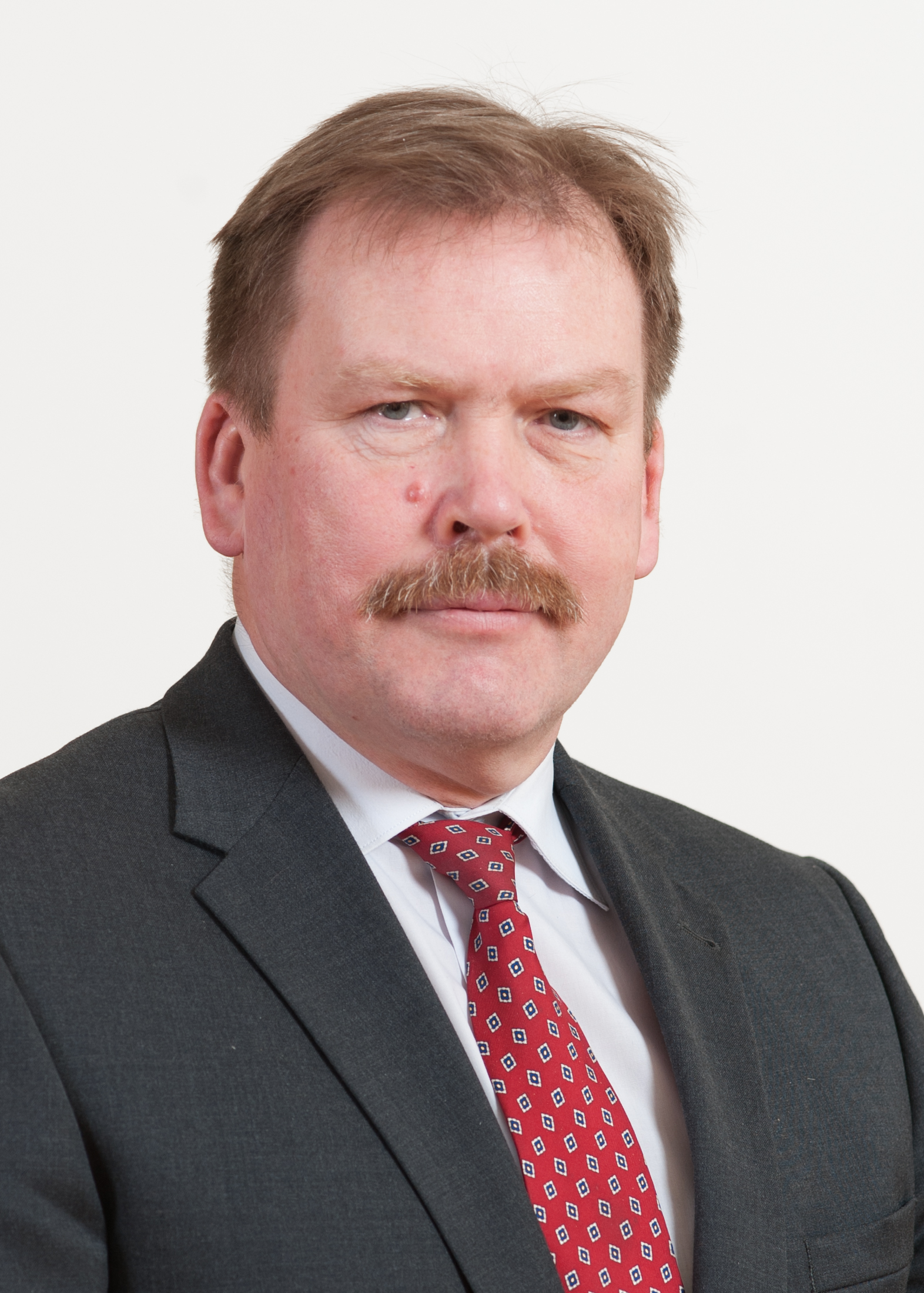
Johannes Kert (2015)

Johannes Kert (* 3. Dezember 1959; † 4. März 2021) war ein estnischer Generalleutnant. Er war von 1996 bis 2000 Befehlshaber der estnischen Streitkräfte und von 2002 bis 2008 militärischer Repräsentant seines Landes bei der NATO und der EU. Später war er, bis zu seinem Tod, Abgeordneter im estnischen Parlament (Riigikogu).

## Leben
Johannes Kert wurde in Petseri, im heutigen Grenzgebiet zwischen Russland und Estland, geboren. Nach seiner Schulzeit in Võru studierte er in Tartu an der dortigen Universität. Seit seinem Studienabschluss im Jahr 1981 war er als Sporttrainer und Fotograf tätig.

### Militärische Laufbahn
Beförderungen
- Hauptmann (1992)
- Major (1993)
- Oberstleutnant (1995)
- Oberst (1996)
- Generalmajor (1997)
- Generalleutnant (1998)

Im Rahmen der Unabhängigkeitsbestrebungen Estlands engagierte er sich seit 1990 für den Wiederaufbau des Estnischen Verteidigungsbundes (Kaitseliit). Hier wurde er im Jahr 1991 zunächst Stabschef, später Kommandant des Regionalverbandes in Tartu. Innerhalb kürzester Zeit übernahm er danach verschiedene Führungsaufgaben innerhalb des Kaitseliit und war von 1992 bis 1996 als dessen Kommandant tätig. 
Nach dem Rücktritt von Aleksander Einseln wurde er am 23. Januar 1996 zum neuen militärischer Oberbefehlshaber der estnischen Streitkräfte ernannt. Im Juli 1998 wurde er zum Generalleutnant befördert. Während dieser Tätigkeit besuchte er zwischen 1999 und 2000 eine einjährige Weiterbildung in den USA. In dieser Zeit wurde er von Urmas Roosimägi und Märt Tiru vertreten. Den Posten als Kommandant der Streitkräfte hatte er bis zum 30. Juni 2000 inne. Diesem vorzeitigen Ausscheiden aus dem Amt waren Querelen vorausgegangen, die bereits vor seinem USA-Aufenthalt begonnen hatten.
Im Jahr 2001 wurde er zum Kommandanten der Landstreitkräfte ernannt. Bereits ein Jahr später wurde er aber als Mitglied der estnischen Delegation zur NATO und EU nach Brüssel entsandt und war dort bis 2008 als militärischer Repräsentant seines Landes tätig. Im Januar 2008 schied Kert aus dem aktiven Militärdienst aus und wurde in die Reserve versetzt. Bis zum Jahr 2015 blieb er allerdings weiterhin als Berater für das Verteidigungsministerium tätig.

### Tätigkeit in der Politik
Nach dem Ausscheiden aus dem Militärdienst begann sich Johannes Kert in der Politik zu engagieren. Bei der Parlamentswahl 2015 trat er als Kandidat der Reformpartei, der er 2014 beigetreten war, an und schaffte es im Wahlkreis 8, ein Abgeordnetenmandat zu erringen. Dieses konnte er 2019, nach Wechsel in den Wahlkreis 3, verteidigen.

### Privates
Johannes Kert war verheiratet und Vater von zwei Töchtern. Zu seinen Hobbys zählten Militärgeschichte, Jagen, Musik und Sport.

## Auszeichnungen & Ehrungen
Johannes Kert erhielt folgende staatliche Auszeichnungen:
|  | II. Klasse des Ordens des Adlerkreuzes      |
|  | Großkreuz des Ordens des Löwen von Finnland |

Im August 2023 wurde, vor dem Kasernengelände in Võru, eine Büste von Johannes Kert enthüllt. Das Denkmal soll seinen Einsatz beim Wiederaufbau der estnischen Streitkräfte würdigen und wurde mit 60.000 Euro vom Verband der estnischen Reserveoffiziere finanziert.